# افغانستان در ۱۹۲۸
رویدادهایی که در سال ۱۹۲۸ میلادی در افغانستان رخ داده‌اند، در ادامه بیان شده‌اند.

## متصدیان
- پادشاه – امان‌الله خان
- رئیس الوزرا – شیر احمد

## ۸ ژانویه
شاه و ملکه پس از پایان اقامت شان در مصر به شهر رم می‌رسند. در این‌جا دو ضیافت رسمی دولتی به استقبال از شاه برگزار می‌شود و شاه همچنین مصاحبهٔ با پاپ دارد. شاه هنگام اقامت خود در ایتالیا، از میلان و یک تعداد شهرهای دیگر دیدن می‌نماید و به مهندسی و کارهای ماشینی توجه جدی می‌کند. او از ایتالیا به ریویرا و سپس به پاریس می‌رود و در آنجا به‌طور رسمی از جانب رئیس‌جمهوری فرانسه استقبال می‌گردد. همانند بازدید از سایر کشورها، در این‌جا نیز پس از پایان اقامت رسمی، اقامت غیررسمی برای یک مدت به مراتب طویل‌تر ادامه می‌یابد. در جریان ماه فوریه از کشورهای بلژیک، سوئیس و آلمان دیدار صورت می‌گیرد و در ۱۳ مارس گروه سلطنتی به لندن می‌رسد، جای که جمعیت با اشتیاق فراوان به آن‌ها خوش‌آمد می‌گویند. ضیافت‌های رسمی به افتخار شاه در کاخ باکینگهام، گیلدهال و دفتر وزارت امور خارجه برگزار می‌گردد و مقامات از هیچ تلاشی برای تحت تأثیر قراردادن شاه در مورد ارزش و صداقت دوستی بریتانیا فروگذاشت نمی‌کنند. شاه و ملکه ثریا در ۲۳ مارس به آکسفورد، جای که برادر ملکه در آن دانشجوی کارشناسی است، می‌روند و شاه در آنجا دکترای حقوق مدنی را دریافت می‌کند.

## ۱۷ فوریه
۱۱ نفر در ۱۷ فوریه توسط مهاجمان ناشناس در ابو شاکر، یکی از ناحیه‌های کابل (که حالا به‌نام وزیر اکبرخان یاد می‌گردد)، با ضرب گلوله کشته شدند. پلیس پیش‌بینی نمود که مهاجمان، شبه نظامیان عرب منتسب به جندالفاروق بودند، بخش نظامی گروه ضد شیعه به‌نام انصارالفاروق. انگیزه حمله احتمالاً محاصره ناحیه تحت کنترل جندالفاروق به‌نام بنی خالد (حالا شیرپور) که در نزدیکی ناحیه ابو شاکر موقعیت دارد، توسط ارتش افغان است.

## ۱۸ فوریه
۲۳ پلیس به تاریخ ۱۸ فوریه توسط جندالفاروق با شلیک گلوله به قتل رسیدند.
حوالی بعد از ظهر، ۱۴ پشتون دیگر توسط جندالفاروق کشته شدند. این امر باعث قهر نیروهای افغان و کشتن ۴۳ عرب گردید. گزارش شده بود که شبه‌نظامیان پشتون به قله مستحکم جندالفاروق در منطقه بنی‌خالد وارد شدند و ۵۶ ساکن عرب این منطقه را قتل‌عام کردند.
در پایان روز، ۶۱ عرب و ۱۷ پشتون کشته شده بودند. رهبر جندالفاروق که محمد احمد نام داشت نیز کشته شده بود.

## ۱۹ فوریه
خالد که برادر محمد احمد بود، در ۱۹ فوریه کنترل جندالفاروق را در دست گرفت. در این زمان، شبه نظامیان پشتون ۲/۳ حصه منطقه بنی‌خالد را در کنترل داشتند.
پسر خالد که عمر نام داشت نیز هنگام محاصره ناحیه تحت کنترل جندالفاروق توسط شبه نظامیان پشتون با پشتیبانی ارتش افغان، کشته شد.
جندالفاروق تا ظهر آن روز از منطقه خارج شد، اما هنوز هم برخوردهای میان عرب‌های محلی و پشتون‌ها صورت می‌گرفت.
تا پایان روز، ۳ عرب و ۱۶ پشتون کشته شده بودند.

## ۵ آوریل
شاه، انگلستان را به مقصد شرق اروپا ترک می‌کند. در این هنگام، او نیاز می‌بینید تا مدتی در برلین بماند و تانسل (آماس لوزه‌ها) خود را جراحی کند. هنگامی که وی هنوز در آلمان بود، حکومت آلمان یک هواپیمای یونکرز دارای صندلی راحت به وی اهدا می‌کند، او همچنین در رابطه به موضوع یک خطوط هوایی میان افغانستان و فارس با پروفسور یونکرز تبادل نظر می‌نماید. شاه و ملکه از برلین عازم وارسو می‌شوند (۲۹ آوریل)، سپس دو روز بعد به مسکو می‌رسند و در آنجا از آن‌ها، علی‌رغم این‌که میزبان ضد مراسم سلطنتی است، از آن‌ها استقبال سلطنتی صورت می‌گیرد. هنگام اقامت در روسیه، آن‌ها از لنینگراد بازدید می‌نمایند، جای که آنجا از مانور نظامی ناوگان بالتیک در کرونشتات دیدن می‌کنند. کشور بعدی که باید از آنجا دیدن نماید ترکیه است، کشوری که شاه امان‌الله به آن علاقه ویژه نشان می‌دهد. در ضیافت رسمی که به افتخار وی به تاریخ ۲۰ می در آنگورا برگزار شده‌است، رئیس‌جمهور مصطفی کمال پاشا روی روابط نزدیک میان مردمان افغان و ترک تأکید می‌ورزد و شاه امان‌الله با سخنرانی که طی آن، دستاوردهای رئیس‌جمهور را می‌ستاید، پاسخ می‌دهد. گروه سلطنتی از آنگورا به سوی استانبول حرکت می‌کند و پس از چند روز اقامت در آن شهر، با کشتی بخار ترکی عازم باتومی می‌شود، در این سفر کشتی‌های جنگی ترکی و روسی وی را همراهی می‌کنند. آن‌ها در ۹ ژوئن به تهران می‌رسند، جای که آن‌ها از جانب شاه و پسرش که ولیعهد است در حضور جمعیت بزرگ پذیرایی می‌شوند. آن‌ها به تاریخ ۱۶ ژوئن تهران را به مقصد مشهد توسط اتومبیل ترک نموده و از آنجا به بعد سفر به‌سوی کابل از طریق هرات، فراه، قندهار، مقر و غزنی قسماً در اتومبیل و قسماً در هواپیما به پایان می‌رسد و گروه سلطنتی به تاریخ ۱ ژوئیه و پس از غیبت حدوداً هفت ماه به کابل می‌رسند. جمعیت بزرگی از تمامی اکناف کشور برای استقبال از آن‌ها جمع می‌شود و بازگشت آن‌ها دلیلی می‌شود برای جشن‌های پرشکوه.

## آوریل
تفاهم‌نامهٔ میان افغانستان و روسیه برای خدمات هوایی میان کابل و تاشکند نهایی می‌شود.

## ۲۵ می
یک عهدنامه دوستی و امنیت که در گام نخست برای مدت ده سال اعتبار دارد، میان کشورهای افغانستان و ترکیه به امضاء می‌رسد.

## ژوئن
یک مدعی تخت پادشاهی که ادعا می‌کند، نوه امیر محمد یعقوب خان است در کابل ظاهر می‌شود، اما به‌زودی کشف می‌شود که وی تنها یک وانمودکننده است و هیچ پیروی ندارد. به غیر از این مسئله، کشور هنگام غیبت شاه به‌طور کامل در حالت آرامش بوده‌است.

## ژوئیه
مدت کوتاهی پس از بازگشت شاه، شکایت‌های به گوش وی می‌رسد که پولی که وی در سفر خود خرج کرده‌است مصرف نادرست از بیت المال است. وی این شکایات را با اشاره بر این‌که، ارزش هدایای که وی با خود آورده از مصارف سفرش بیشتر است، خاموش می‌کند. وی همچنین می‌تواند با افتخار بگوید که او افغانستان را به عنوان یک کشور دارای پتانسیل عالی و کشوری که دوستی با آن ارزش را دارد، به جهان شناسانده‌است. از جمله نتایج قطعی سفر وی که او قادر است تا اعلام نماید، شامل نهایی سازی عنقریب معاهده‌های با سیزده کشور، امضای تفاهم‌نامه‌ها با شرکت‌های فرانسوی و آلمانی برای نقشه‌برداری مقدماتی از ساختن خط آهن که شهرهای کابل، قندهار، هرات و کُشک را باهم وصل می‌کند و همچنین خریداری بیش از ۵۰٬۰۰۰ اسلحه، بیش از ۱۰۰ توپ جنگی، شش نوع سلاح ماشیندار، شش تانک و پنج وسیله نقلیه زرهی. با این حال، این تسلیحات نظامی خریداری شده در جریان سال به افغانستان نمی‌رسد. سفر شاه امان‌الله وی را بیش از همه وقت به‌طور قوی تحت تأثیر پیشرفت‌های تمدن اروپا قرار داده‌است. تماس با شخصیت‌های معروف غرب لبه تیغ اشتیاق وی برای اصلاحات را تیزتر کرده‌است و او مصمم است تا در حد امکان به‌دقت از ردپای همکیش برجسته خود مصطفی کمالِ ترکیه پیروی کند. او که مبهوت موفقیت‌های ترکیه شده‌است، این حقیقت را که یک تفاوت اساسی میان ترکیه و افغانستان وجود دارد نادیده می‌گیرد: ترک‌ها بیشتر مردمان یک‌دست با سابقه طولانی پیروی از یک حکومت مرکزی هستند، در حالی‌که افغان‌ها آمیزهٔ از اقوام مختلف می‌باشند که به یک اندازه خودمختاری عادت داشته و به رسوم محلی خود بسیار وابسته هستند. خارجی‌های که نزدیک به شاه هستند و دوراندیش‌ترین مشاورین‌اش به وی مشوره می‌دهند تا اصلاحات خود را به آهستگی انجام دهد، اما اشتیاق شدید وی به غربی سازی کشور وی را وامی‌دارد تا حتی سریع‌تر از همتای ترکی خود صلح را برقرار کند. نخستین ثمره سفر وی طی تنها چند روز پس از بازگشت از سفر به رعیت‌های او نشان داده می‌شود، این زمانی‌است که ملکه بدون داشتن پرده یا حجاب اسلامی در یک ضیافت رسمی دولتی می‌نشیند. ملاها از این کار ملکه احساس بیزاری نموده و شاه را نکوهش می‌کنند. شاه به آن‌ها اشاره می‌کند، زن‌های که در روستاها کار می‌کنند حجاب نمی‌پوشند و به آن‌ها پیشنهاد می‌کند که رمه‌های خود را نگهدارند. آن‌ها برای لحظهٔ بهت‌زده می‌شوند، اما مجبور می‌شوند با نوآوری‌های ناخوشایند شاه کنار بی‌آیند.

## اوت
یک لویه جرگه (گردهمایی مردم) در منطقه پغمان برگزار می‌شود و در آن در مورد تعدادی از اصلاحاتی که شاه پیشنهاد نموده‌است، بحث صورت می‌گیرد. علاوه بر سایر موارد، تصمیم گرفته می‌شود تا شورای دولت به یک شورای ملی تغییر نماید، شورای که دارای ۱۵۰ عضو بوده و از لویه جرگه برای مدت سه سال انتخاب می‌گردد و این‌که کارمندان دولتی واجد شرایط راهیابی به شورای ملی نیستند؛ این‌که مدت خدمت اجباری سربازی باید از دو سال به سه سال تمدید گردد و تمامی استثناها لغو شود؛ این‌که گواهی‌نامه‌های تبلیغ دینی به ملاهای افغان داده شود و ملاهای که از کشورهای همسایه می‌آیند اجازه فعالیت نداشته باشند؛ و افرادی که در آینده وارد کارهای دولتی می‌شوند نباید بیش از یک زن داشته باشند. همچنین تصمیم گرفته می‌شود تا افغانستان به‌جای بیرق فعلی کشور که تنها رنگ سیاه است، باید یک بیرق سه رنگ جدید انتخاب کند، گفته می‌شود که بیرق فعلی نمادی از سوگواری است و چون افغانستان استقلال خود را به‌دست آورده‌است، این بیرق شایسته آن نیست. شاه همچنین می‌خواهد تا ازدواج پسران را قبل از ۲۲ و دختران را قبل از ۱۸ ممنوع کند، اما وی نمی‌تواند جرگه را برای موافقت به این درخواست قانع کند. در نهایت جرگه پس از این‌که یک تعداد ملاها شروع به آشوب اندازی در میان مردم می‌کنند، پایان می‌یابد. شاه بلافاصله سردسته‌های این ملاها را دستگیر می‌کند و به تاریخ ۳۰ اکتبر قاضی کل کابل و سه ملای دیگر را اعدام می‌نماید. شاه هم‌زمان به برنامه‌های اصلاحی خود را ادامه می‌دهد. وی از قبل فرمان داده‌است که آموزش و پرورش تا یک سطحی مشخص برای همگی الزامی بوده و برای فقرا مجانی ارایه گردد. تا اواخر اکتبر، چندین جاده و پل ساخته می‌شود، تلگراف‌ها و تلفن‌ها میان کابل و شهرهای برزگ شروع به کار می‌کند و تعمیرهای برخی دانشگاه‌ها در کابل و قندهار در حال بلند شدن است. برای این‌که ارتش تقویت شود، ۶۵ افسر نظامی به کشورهای روسیه، فرانسه و ایتالیا رفته‌اند و ۲۰ تن دیگر قرار است به انگلستان برود، هم‌زمان برنامه‌ریزی شده‌است تا استف کالج برای خرد ضابطان بازگردد. تعداد بیشمار خارجی‌ها برای پیشبرد برنامه‌های گوناگون اصلاحی شاه به این کشور دعوت شده‌اند. شاه مشتاق است تا نظام حکومت داری کابینه را معرفی می‌کند، اما شیر احمد خان، کسی که این شغل به وی محول شده‌است، نمی‌تواند یک کابینه تشکیل دهد و آن‌گونه که وی می‌گوید، او باید نخست‌وزیر خودش باشد.

## پایان نوامبر
اقدامات اصطلاح طلبانه شاه با شورش شنواری‌ها که یک قبیله بزرگ در شرق افغانستان است، بیشتر تحت تأثیر ملای از چاکنور به‌طور ناگهانی متوقف می‌گردد. آن‌ها نیروی را در مناطق نزدیک به جلال‌آباد گردهم آورده و شهر را محاصره می‌نماید. شاه به این امر واقف می‌شود که هنگام نیاز نمی‌تواند به ارتش خود اتکاء کند، چون ارتش وی به دلیل عدم پرداخت معاش، ناراضی هستند.